# Cultura di Ertebølle

L'Europa nel Medio Neolitico. La cultura di Ertebølle è evidenziata in rosso

La cultura di Ertebølle (5300 a.C. - 3950 a.C. circa) (pronuncia danese: [æɐdəˌbølə]) è il nome di una cultura preistorica sviluppata da cacciatori-raccoglitori, pescatori e produttori di ceramica scandinavi, risalente al tardo periodo Mesolitico. Sostituì la precedente cultura di Kongemose in Danimarca. È suddivisa cronologicamente in una fase iniziale, datata al 5300 a.C.-4500 a.C. circa, e una fase successiva datata al 4500 a.C.-3950 a.C.. Poco dopo il 4100 a.C. la cultura di Ertebølle cominciò ad espandersi lungo la costa del Mar Baltico, almeno fino a Rügen. Venne sostituita dalla cultura del bicchiere imbutiforme.
Negli ultimi anni gli archeologi hanno trovato l'acronimo EBK più conveniente, parallelamente a LBK per il tedesco Linearbandkeramik (cultura della ceramica lineare) e TRB per il tedesco Trichterbecher, danese Tragtbæger (cultura del bicchiere imbutiforme) e Trechterbekercultuur in olandese.

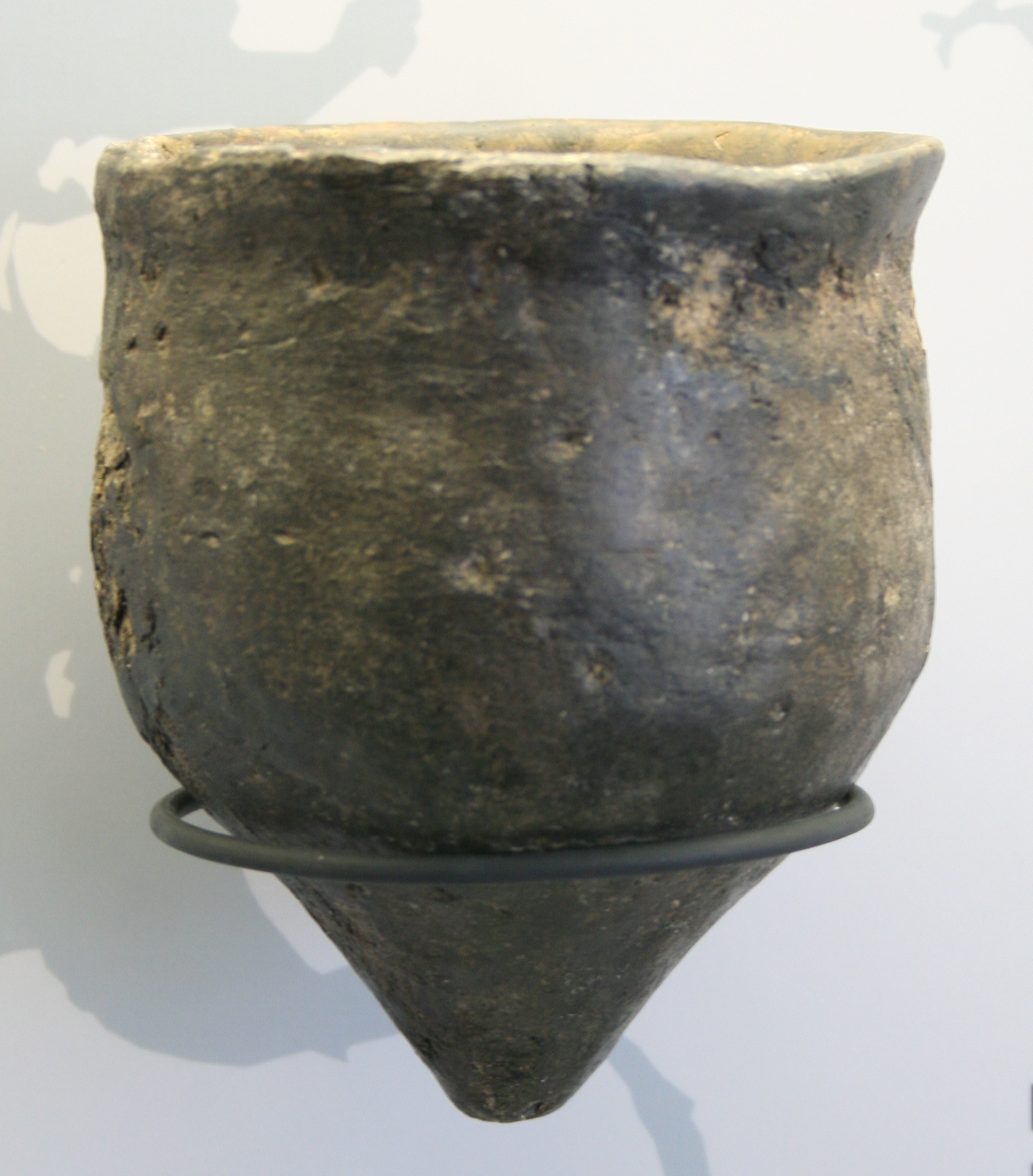
Ceramica

La cultura Ertebølle era più o meno contemporanea con la cultura della ceramica lineare, il cui confine settentrionale si trovava appena più a sud. Gli Ertebølle non praticavano l'agricoltura, ma utilizzavano il grano, forse ottenuto attraverso contatti con il sud.
Era geneticamente legata ad altre culture fortemente connesse della Germania settentrionale e del nord dei Paesi Bassi. Prende il nome dal sito tipo situato nel piccolo villaggio di Ertebølle, presso Limfjorden nella penisola danese dello Jutland. Nel 1890, il Museo nazionale danese scavò cumuli di gusci di ostriche, mescolati con gusci di cozze, lumache, ossa, corna e manufatti in selce, riconosciuti come sambaquì (køkkenmødding in danese). Essendo identica alla cultura di Ellerbek dello Schleswig-Holstein, il nome combinato, Ertebølle-Ellerbek è spesso utilizzato dagli archeologi. La cultura di Ellerbek (in tedesco Ellerbek Kultur) prende il nome dal sito tipo presso Ellerbek, una comunità ai margini di Kiel, in Germania.
Negli anni '60 e '70 un'altra cultura strettamente correlata è stata individuata a Noordoostpolder nei Paesi Bassi, nei pressi del villaggio di Swifterbant nell'ex isola di Urk. Chiamata cultura di Swifterbant (5300 - 3400 a.C.) mostra una transizione da una società di cacciatori-raccoglitori a quella di allevatori, soprattutto di mucche e maiali, e di agricoltori di orzo e farro. Durante le fasi formative ebbe contatti con degli insediamenti della cultura della ceramica lineare del Limburgo. Come la cultura Ertebølle, gli insediamenti erano situati in prossimità dell'acqua, in questo caso insenature e paludi lungo le rive post-glaciali dell'Overijsselse Vecht. Recenti scavi evidenziano una continuità locale almeno a partire dal 5600 a.C., quando le pratiche di sepoltura somigliavano a quelle contemporanee della Danimarca e della Svezia meridionale "in tutti i dettagli".